# Hubert de Givenchy
Il conte Hubert James Marcel Taffin de Givenchy (Beauvais, 20 febbraio 1927 – Neuilly-sur-Seine, 10 marzo 2018) è stato uno stilista francese, fondatore nel 1952 della nota casa di moda che porta il suo nome, Givenchy.
È diventato famoso per aver vestito numerose clienti celebri come la First Lady statunitense Jacqueline Kennedy, l'imperatrice Farah Pahlavi, Marella Agnelli, la principessa Grace, la duchessa di Windsor, le cantanti Maria Callas e Frederica von Stade, e le attrici Marlene Dietrich, Greta Garbo, Lauren Bacall, Jeanne Moreau, Ingrid Bergman e soprattutto Audrey Hepburn, per cui disegnò numerosi abiti personali e di scena considerati centrali per il suo successo e diventati icone della cultura popolare.

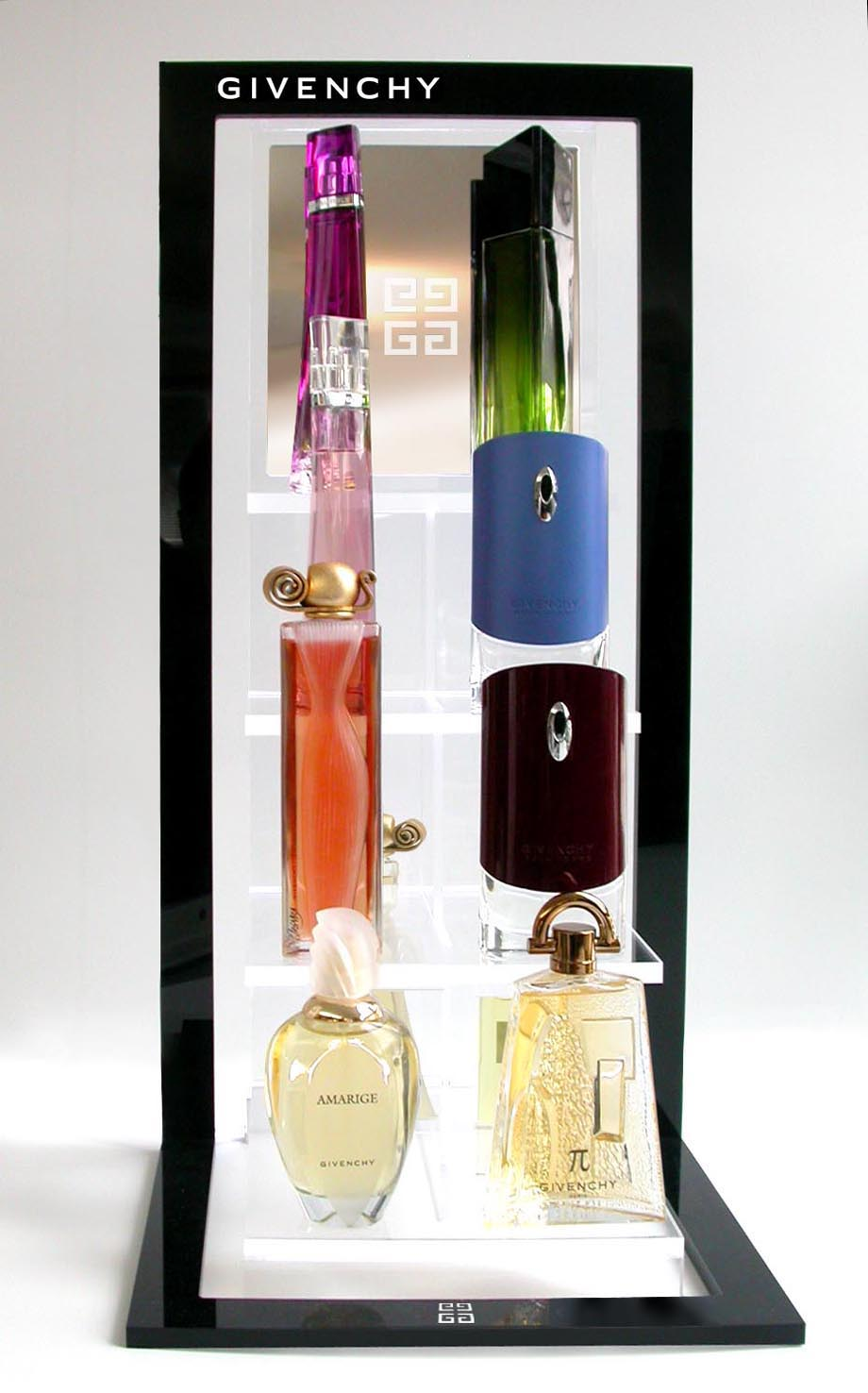
Espositore di profumi Givenchy

## Biografia

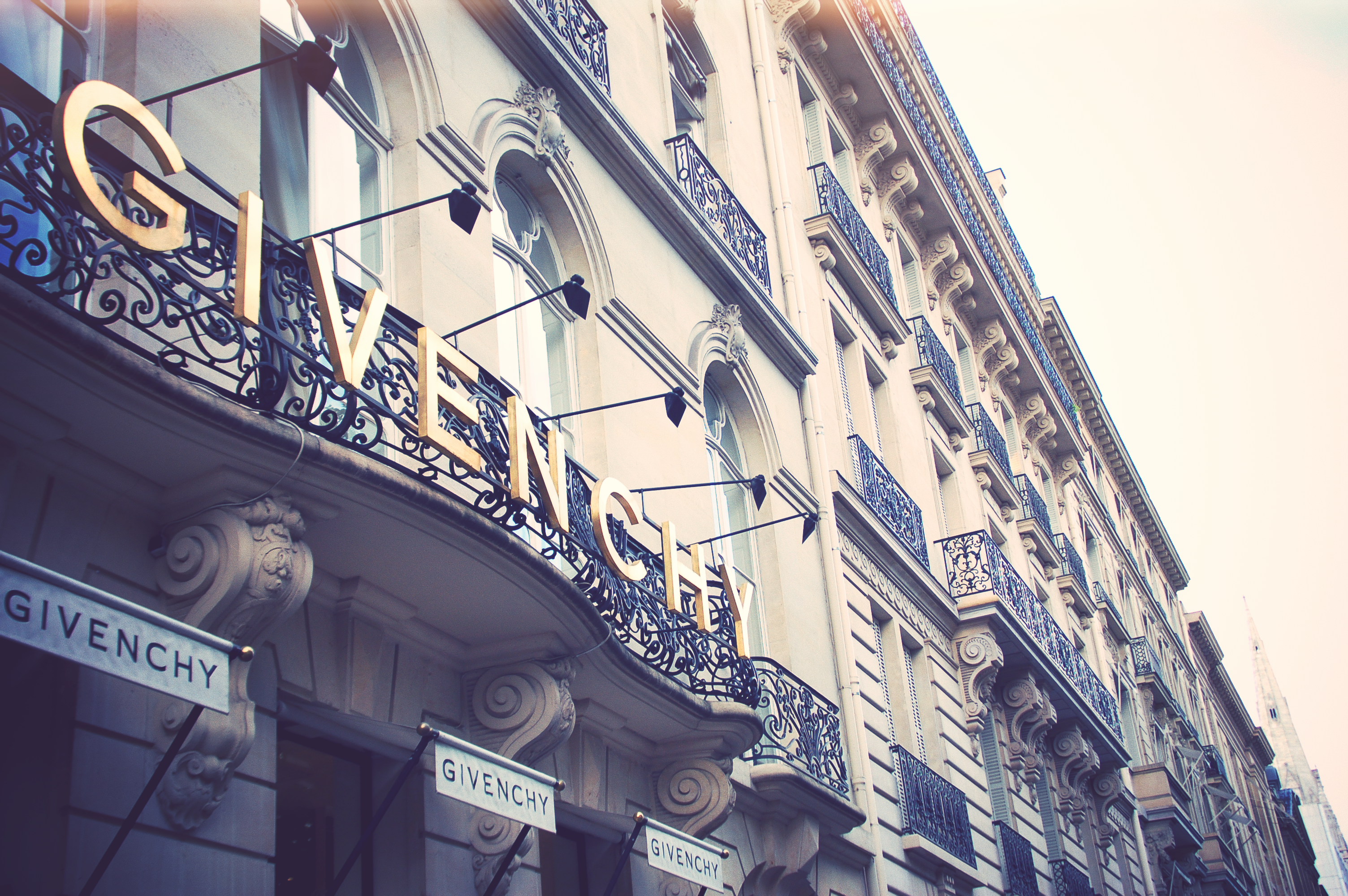
3 Av. George V.: La Maison Givenchy

Nato in una famiglia aristocratica originaria della Contea d'Artois dal 1713, da Lucien Taffin de Givenchy e Béatrice Badin.
Hubert James Marcel Taffin de Givenchy studia all'École nationale supérieure des beaux-arts a Parigi, dove, contro il volere della famiglia, che desideravano per lui una carriera da avvocato, inizia la carriera nel mondo della moda. Lavora per Lucien Lelong dal '45 al '46, per Robert Piguet dal '46 al '48, per Jacques Fath dal '48 al '49 e per Elsa Schiaparelli dal '49 al '51.
All'età di 25 anni, nel 1952, debutta con la prima collezione a suo nome. Il successo è immediato. In particolare, desta grande interesse la blusa bettina, dedicata alla celebre mannequin dell'epoca Bettina Graziani. L'anno successivo avviene l'incontro con Audrey Hepburn, la quale diviene la sua musa, incarnando l'ideale estetico femminile da sempre ricercato nelle sue creazioni. L'attrice veste i suoi abiti sia nella vita che nei film che interpreta (indimenticabili Sabrina del 1954 e Colazione da Tiffany del 1961), divenendo ambasciatrice del suo stile, caratterizzato dal taglio classico abbinato ad una fantasia profondamente sentimentale.
Fin dalle prime collezioni si distingue per una ricerca di tessuti (una passione trasmessagli dal nonno materno che era a capo di una manifattura tessile) e forme di un'eleganza mai banale. Tra gli anni '50 e gli anni '60 sono molte le creazioni iconiche che lo stilista lancia nelle sue collezioni: l'abito a sacco del 1953, il mantello a collo avvolgente del 1958, l'abito a palloncino e l'abito a bustino dell'anno successivo.
Sono diversi i riferimenti alla sua popolarità e ai suoi abiti anche in film non interpretati dalla Hepburn, ad esempio in Penelope la magnifica ladra (1966) di Arthur Hiller con protagonista Natalie Wood, nei cui dialoghi viene esplicitamente citato per un tailleur di colore giallo indossato dalla stessa Wood.
Nel 1968, anno in cui il suo idolo Cristóbal Balenciaga si ritira dal mondo della moda, Givenchy eredita la sua clientela.
Il 1988 è l'anno del ritiro dello stilista, che decide di vendere per 45 milioni di dollari la sua maison al gruppo francese LVMH di Bernard Arnault. Continuerà a firmare le collezioni della maison fino al 1995. Il suo compagno, Philippe Venet, comunica in data 12 marzo 2018 che è morto nel sonno due giorni prima nel castello dove viveva nei dintorni di Parigi.

## I profumi
Nel 1957, costituisce una nuova impresa, Parfums Givenchy affidando la direzione al fratello Jean-Claude. Dopo le prime difficoltà, il successo arriva verso la fine degli anni '60, grazie al lancio dei profumi De e L'Interdit. Quest'ultimo, inizialmente creato in esclusiva per l'amica attrice Audrey Hepburn, prese solo in un secondo momento questa denominazione, che in francese significa Proibito. Le caratteristiche del profumo, dai toni fioriti ed aldeidati, esprime l'immagine di perfezione che l'attrice comunicava.
Nel 1959, Hubert de Givenchy propose due fragranze maschili a completamento della linea di prodotti: Monsieur de Ghivency e l'Eau de Vétyver, originariamente pensati per se stesso.
Nel 2007, per i suoi 50 anni, la maison Givenchy ripropose varie creazioni, tra cui L'Interdit, Vetyver o Givenchy III.

## Filmografia
Givenchy appare in diversi film anche con filmati di repertorio. Firma i costumi di alcuni film, tra cui quelli con Audrey Hepburn e Kay Kendall. Suoi gli abiti di Edith Scob nell'horror Occhi senza volto diretto da Georges Franju

## Costumista e guardaroba
La filmografia è completa
- Vacanze romane di William Wyler (1953)
- Sabrina di Billy Wilder - Costumi (non accreditato) (1954)
- Ancora una volta con sentimento (Once More, with Feeling!) di Stanley Donen - (Costumi) (1960)
- Cenerentola a Parigi (Funny Face) di Stanley Donen - (Costumi per Audrey Hepburn) (1957)
- Arianna (Love in the Afternoon) - (Costumi per Audrey Hepburn, non accreditato)  (1957)
- Dramma nello specchio (Crack in the Mirror) di Richard Fleischer - (Costumi) (1960)
- Colazione da Tiffany (Breakfast at Tiffany's) di Blake Edwards (Costumi per Audrey Hepburn) (1961)
- Sciarada (Charade) di Stanley Donen - (Costumi per Audrey Hepburn) (1963)
- Insieme a Parigi (Paris - When It Sizzles) - (Ideazione costumi) (1964)
- Come rubare un milione di dollari e vivere felici (How to Steal a Million) di William Wyler - (Costumi per Audrey Hepburn) (1966)
- Love Among Thieves di Roger Young film tv -  (abiti da sera per Audrey Hepburn) (1987)

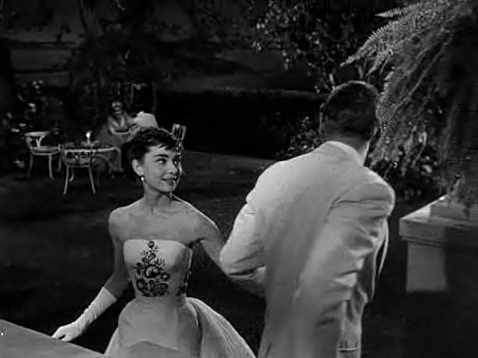
Audrey Hepburn in Sabrina (1954)
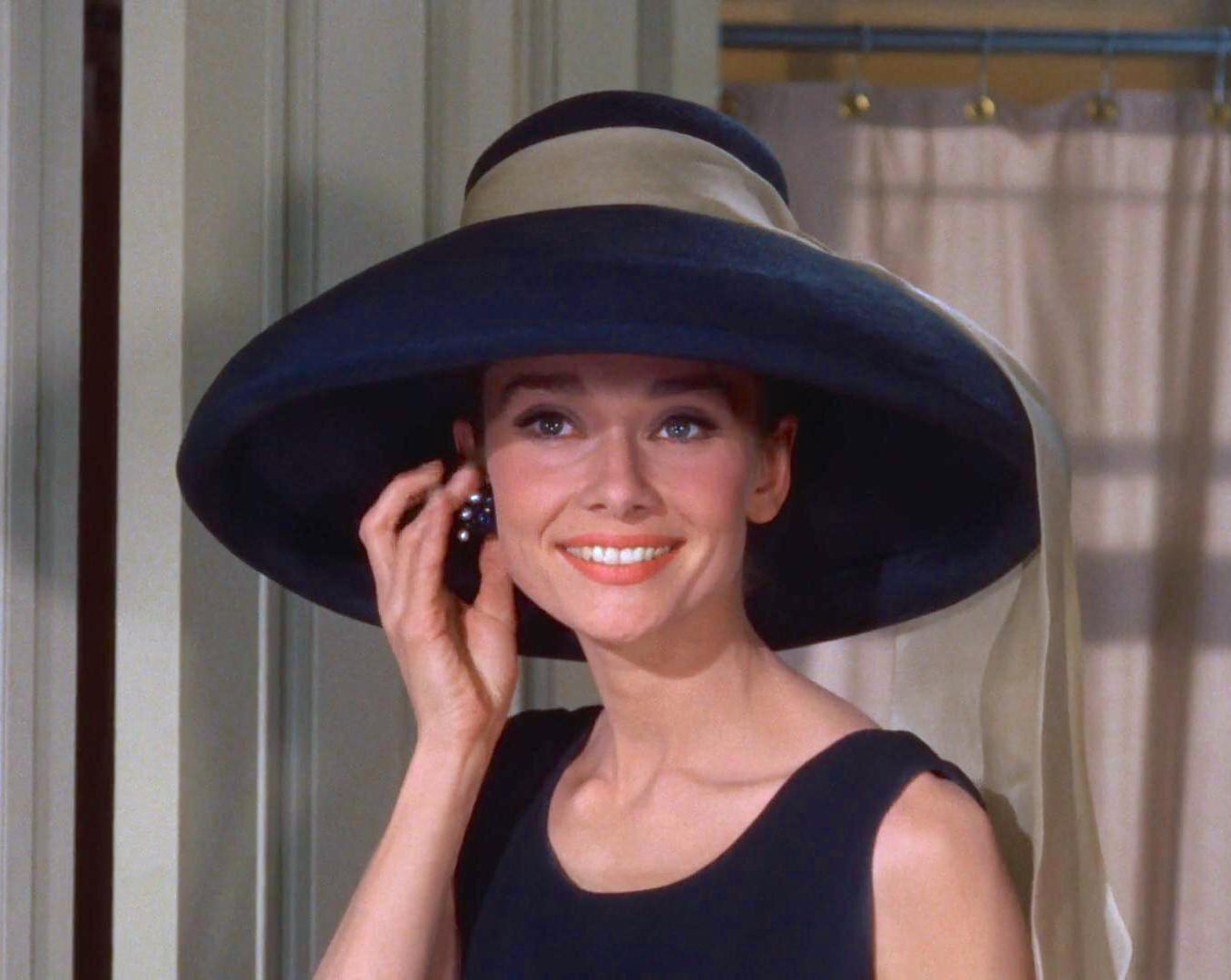
Audrey Hepburn in Colazione da Tiffany (1961)
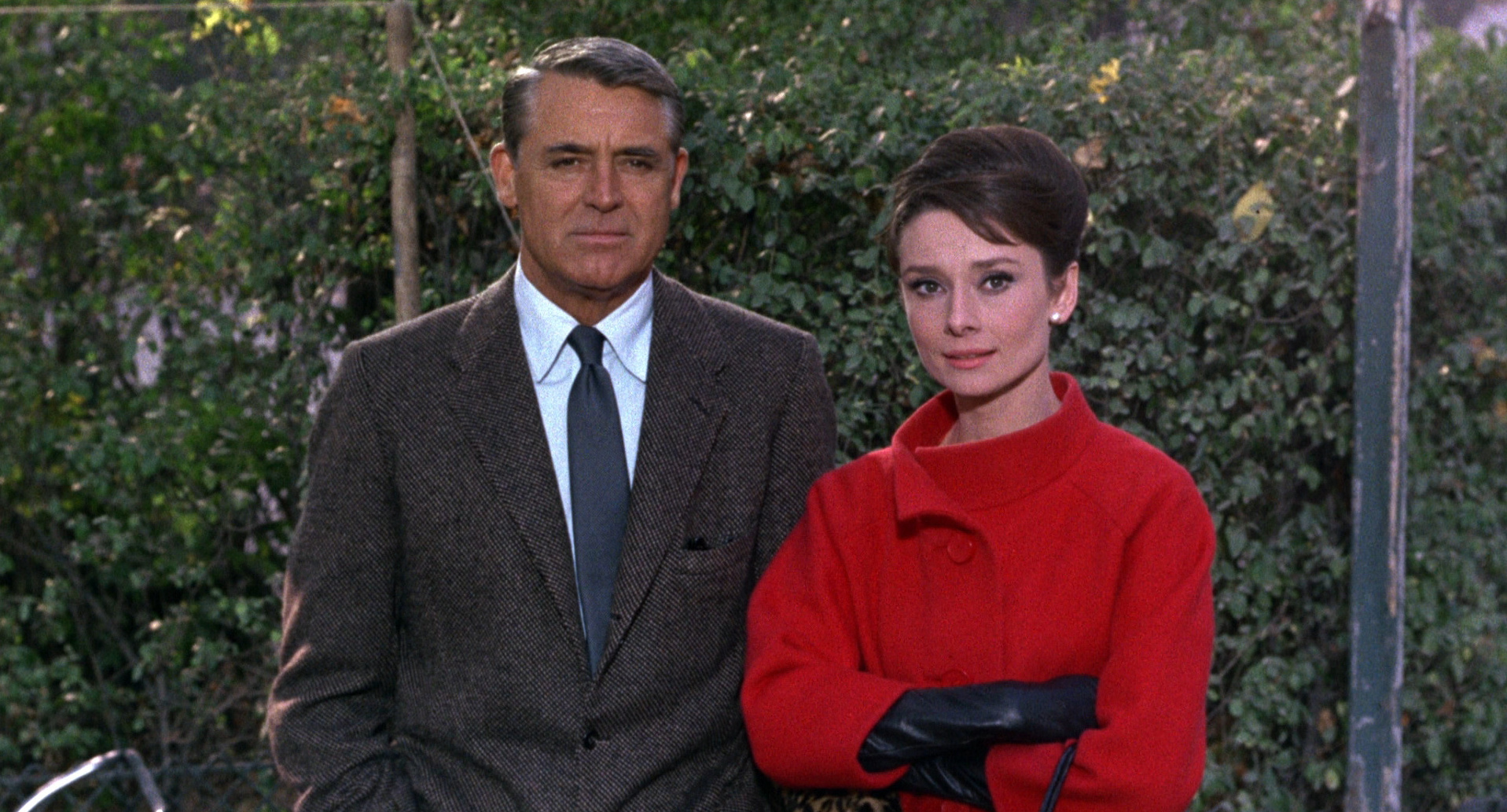
Cary Grant e Audrey Hepburn in Sciarada (1963)

### Se stesso
- Bob Hope's Birthday Spectacular in Paris (1989)
- Audrey Hepburn Remembered (1993)
- The Hollywood Fashion Machine (195)
- Audrey Hepburn: Ein Star auf der Suche nach sich selbst (2004)
- Balenciaga (2009)
- Monsieur Hubert de Givenchy (2011)

## Premi
- Dé d'Or, 1978 e 1982
- Oscar dell'eleganza, 1985

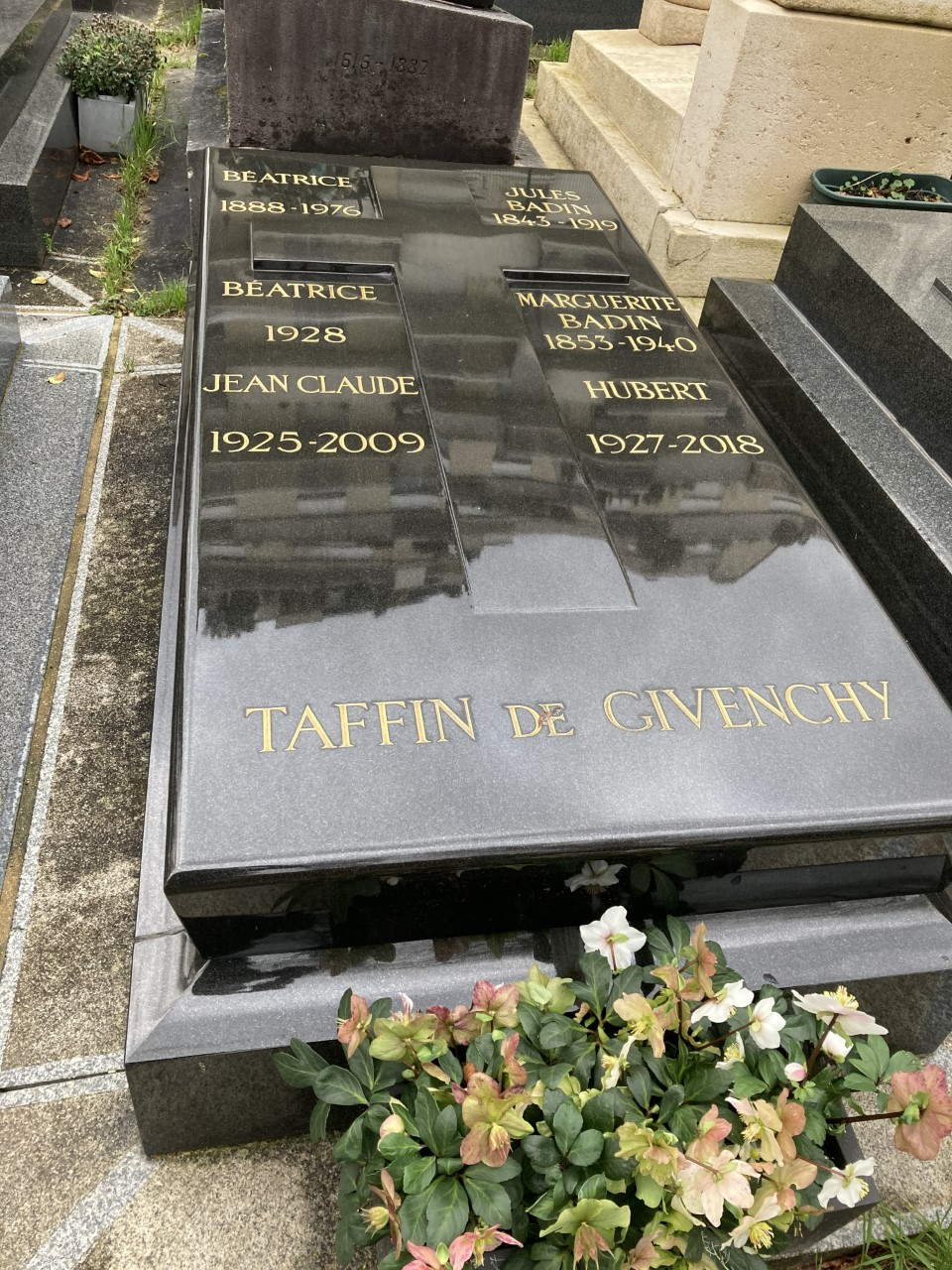
Tomba.

- 1991 nel museo della moda e del costume di Parigi gli viene dedicata una retrospettiva